# امپراتور شنزونگ (سونگ)
امپراتور شنزونگ (۲۵ مه ۱۰۴۸-۱ آوریل ۱۰۸۵ میلادی) ششمین امپراتور دودمان سونگ بود که پس از امپراتور یینگ زونگ بر تخت نشست.

## اقدامات
امپراتور شنزونگ در سال ۱۰۷۸ میلادی جنگی را با شیا غربی آغاز کرد. نیروهای سونگ در یک پیشروی موفقیت‌آمیز، نیروهای شیا غربی را در گانسو درهم کوبیدند. اما این موفقیت چندان به درازا نکشید.
ارتش سونگ در محاصرهٔ شهر یونگل در ۱۰۸۲ میلادی شکست خورد و بلافاصله در تمام جبهه‌ها عقب نشینی کرد.

## مرگ
امپراتور شنزونگ در سال ۱۰۸۵ میلادی در سن ۳۶ سالگی درگذشت و پسرش امپراتور ژزونگ بر تخت نشست.